# Targeta Groga (farmacovigilància)
El sistema de la targeta groga és el sistema en diversos països per recollir informació sobre sospites de reaccions adverses als fàrmacs. L'esquema permet controlar la seguretat dels medicaments i vacunes que hi ha al mercat.

## Història
Al Regne Unit, el sistema es va fundar el 1964 després del desastre de la talidomida i va ser desenvolupat per Bill Inman. És gestionat per la Medicines and Healthcare products Regulatory Agency (MHRA) i la Comissió de Medicaments Humans. Es va estendre als farmacèutics hospitalaris el 1997 i als farmacèutics de la comunitat el 1999.
L'Scotland Yellow Card Center és una empresa conjunta entre MHRA i el Govern escocès.
A Catalunya, la Fundació Institut Català de Farmacologia (FICF) va ser fundadora del Sistema Espanyol de Farmacovigilància (SEFV) l'any 1983. Du a terme l'execució del Programa de Farmacovigilància a Catalunya i és el Centre de Farmacovigilància de Catalunya.
La Targeta Groga, o notificació espontània de sospites de reaccions adverses a medicaments, ha detectat nombrosos efectes indesitjats que eren desconeguts i ha estat la base de decisions reguladores dirigides a millorar la seguretat de l'ús dels medicaments. El SEFV està constituït per disset Centres Autonòmics i un Centre Coordinador, i forma part del Programa Internacional de Farmacovigilància de l'OMS des de 1984.

## Abast
Les sospites de reaccions adverses es recullen en tots els medicaments i vacunes autoritzats, siguin emesos amb recepta o comprats sense recepta a un farmacèutic o a un supermercat. L'esquema també inclou tots els preparats a base d’herbes i medicaments sense llicència. Qualsevol persona pot denunciar reaccions adverses; normalment ho fan professionals de la salut (inclosos metges, farmacèutics i infermers), però els pacients i els cuidadors també poden fer informes.
Els tipus de reaccions adverses que s'haurien d'informar són:
- Aquells que han causat la mort o una malaltia greu
- Qualsevol reacció adversa, per lleu que sigui, si s’associa amb un medicament nou o amb un de seguiment continuat (marcat amb el símbol del triangle negre invertit ▼[6][7])
- Qualsevol reacció adversa, per lleu que sigui, si s’associa a una persona menor de divuit anys o durant l'embaràs

## Ús
Els informes poden ser entrats a través de la pàgina web https://www.targetagroga.cat/, o 
Al Regne Unit, es poden informar mitjançant el web del MHRA o també mitjançant una aplicació per a telèfon intel·ligent que és disponible per iOS i Android. L'aplicació també pot proporcionar notícies i alertes als usuaris.
Tots els professionals sanitaris que, en el seu exercici professional, sospitin que s’ha produït una reacció adversa a un medicament en un pacient, en l’àmbit de Catalunya.
Des de gener de 2013, la ciutadania també pot notificar sospites de reaccions adverses.